# Nabil Ashoor
Nabil Ashoor Ramadhan Bait Faraj (in arabo نبيل عاشور رمضان بيت فرج الله‎?; 7 aprile 1982) è un ex calciatore omanita, di ruolo difensore.

## Carriera

### Club
Ha giocato nel campionato omanita e kuwaitiano.

### Nazionale
È stato convocato per la Coppa d'Asia nel 2004.